# Черепашки-ніндзя (мультсеріал, 2003)
«Черепашки Ніндзя» (англ. Teenage Mutant Ninja Turtles) — американський анімаційний серіал про команду з чотирьох черепах-мутантів (див. Черепашки Ніндзя). Дії серіалу відбуваються переважно у місті Нью-Йорк. Вперше вийшов на екрани 8 лютого 2003 року і йшов до 28 лютого 2009 року. Шостий і сьомий сезони при цьому відрізняються від решти простішим візуальним стилем і гумористичнішим настроєм.
Цей мультсеріал ґрунтується на оригінальних коміксах Лейрда та Істмена і не має сюжетного стосунку до серіалу 1987 року.

## Сюжет
Перший сезон. В каналізації Нью-Йорка живуть мутанти Черепашки Ніндзя та їхній учитель, щур Сплінтер. «Мишероботи» вченого Бакстера Стокмана нападають на дівчину Ейпріл О'Ніл, яка розкрила його злочинні наміри. Але в цей момент Черепашки Ніндзя приходять їй на допомогу і вона стає їхньою подругою. Через напад мишероботів їм доводиться перенести свій сховок до нового місця. Пізніше вони знайомляться з Кейсі Джонсом — Нічним Месником в масці, котрий стає другом Ейпріл. Потім виявляється, що Стокман працював на Шреддера, керівника ніндзя з Клану Ноги. Черепашки дізнаються про мутаген, який спричинив їхній розвиток, і створив інших, не завжди добрих мутантів. Перешкоджаючи злим намірам Шреддера зі створення мутантів і поширення мафії, Черепашки стикаються зі Стокманом, який бажає помститися їм. Нарешті їм вдається проникнути до штаб-квартири Шреддера та відтяти йому голову. Однак, Сплінтер після цього таємниче зникає.
Другий сезон. У пошуках Сплінтера Черепашки Ніндзя знаходять лігво інопланетян і випадково вмикають телепорт, який переносить їх до іншої галактики. Вони опиняються в центрі боротьби між Федерацією та Імперією трицератонів. Дві раси намагаються захопити професора Ханікатта, чия свідомість опинилася в тілі робота. Ханікатт винайшов телепорт, володіння яким дасть велику військову перевагу. Трицератони захоплюють робота і їхній імператор прагне дізнатися секрет телепортації шантажем. Черепашки постають перед важким вибором, але останньої миті їх повертають на Землю утроми — дружні інопланетяни, що врятували Сплінтера. Як з'ясовується, в давнину зореліт утромів розбився в Японії, перевозячи злочинця. Той утік і сконструював собі механічне тіло, ставши Шреддером. Стокман, який існує тепер як голова на роботизованій платформі, саботує пристрої утромів, дозволяючи Шреддеру вдертися до сховку прибульців. Черепашки перемагають Шреддера і той, як здавалося, гине від вибуху.
Після цього в Нью-Йорку починається боротьба між бандитськими угрупуваннями, де набирає силу поплічник Шреддера, Хан. Шреддер виявляється живим і Черепашки довідуються, що в нього є прийомна донька Караї, котра не поділяє його жорстокі методи. Черепашки зустрічають трицератона на ім'я Зоґ, який опинився на Землі після їхнього повернення, та завдяки йому перешкоджають створенню Шреддером армії роботів.
У фіналі сезону Черепашки зі Сплінтером отримують запрошення до Бойового Нексусу, королівства, де Найвидатніший Дайме проводить турнір між воїнами мультивсесвіту. Черепашки зустрічають нових союзників у вигляді Міямото Усагі та Муракамі Генносуке, і в підсумку запобігають спробі замаху на життя Дайме, здійснену його власним сином і давнім ворогом Сплінтера Драко.
Третій сезон. Трицератони починають масштабне вторгнення на Землю, вважаючи, що професор Ханікатт досі переховується на планеті. Ханікатт повертається на Землю, маючи намір здатися трицератонам аби запобігти руйнуванням. Ханікатта і Черепашок викрадають Сили захисту Землі на чолі з агентом Бішопом, який об'єднався з Федерацією. Трицератонський дисидент Траксимус скидає імператора Занрамона, а Ханікатт жертвує собою, щоб завантажити комп'ютерний вірус до флоту трицератонів та Федерації. Шреддер користується насталим хаосом, щоб під іменем Ороку Сакі допомогти у відбудові Нью-Йорка та збільшити свою владу.
Сплінтера та Черепашок відвідує «Досконалий Драко», злиття ніндзя Уе-Сами та Драко, який володіє часовим скіпетром Лорда Симультануса, і розкидає героїв у часі та просторі. Мікеланджело прибуває у світ, де Черепашки є супергероями, що борються з лиходієм Сплінтером, Рафаель потрапляє у світ франшизи «Planet Racers», Донателло опиняється в антиутопії, де Землю підкорив Шреддер, а Леонардо прибуває у вимір Міямото Усагі. За допомогою Усагі Лео відправляється на Бойовий Нексус і збирає друзів, щоб перемогти Досконалого Драко. Уе-Сама звільняється та возз'єднується зі своїм батьком.
Отримавши видіння Шреддера, який покидає Землю, щоб завоювати рідний світ утромів, Сплінтер об'єднує Черепашок, Кейсі, Ейпріл, крокодила-мутанта Шкіряну голову та вцілілого Ханікатта, щоб штурмувати твердиню Шреддера. Бішоп об'єднує зусилля зі Стокманом на його боці. Героям не вдається завадити Шреддеру запустити його зореліт, і вони готуються підірвати ядро корабля ціною свого життя. Але утроми прибувають саме вчасно, щоб врятувати їх усіх і вигнати Шреддера на безлюдний крижаний астероїд.
Четвертий сезон. Злочинні організації змінюють баланс сил. Бішоп, аби отримати фінансування, інсценізує вторгнення інопланетян. Однак, справжньою загрозою стає поява нових мутантів унаслідок попереднього вторгнення. Стокман клонує для себе нове людське тіло, але воно псується, і він зрештою тоне в річці Гудзон. Однак, Бішоп повертає його з мертвих як кіборга, вважаючи його корисним.
Леонардо через попередні пригоди стає похмурим і суворим. Сплінтер відправляє його в паломництво до Стародавнього. Повернувшись у Нью-Йорк, Караї бере на себе мантію Шредера та відновлює клан Ноги, і за допомогою містиків знаходить лігво Черепашок, яке знищує. Черепашки імітують свою смерть, щоб сховатись. Стародавній, передбачивши напад, відправляє Лео назад до Нью-Йорка, де він возз'єднує свою сім'ю та знаходить їй новий дім. Згодом їм вдається подолати Караї, поклявшись, що вони більше ніколи не ворогуватимуть.
Життя Донателло опиняється в небезпеці через новий мутаген. Друзі доставлять його до Зони 51, щоб попросити Бішопа допомогти. Бішоп погоджується, але доручає Черепашкам повернути Серце Тенґу, реліквію, якою володіє Караї. Черепашки виконують угоду і завдяки спільним зусиллям Шкіряної голови та Стокмана виліковують Донателло. Тим часом Бішоп ненавмисно знищує Серце Тенґу, обдурений сутністю, що виявляється Містиком Води. Завдяки цьому містики звільняються з-під влади клану Ноги та вирішують відродити «єдиного, справжнього Шреддера». У фіналі сезону Черепашок викрадає таємничий Трибунал ніндзя, щоб випробувати для боротьби проти великого зла.
П'ятий сезон. Черепашки та четверо помічників — Джой, Ферагі, Тора та Адам — потрапляють до монастиря Трибуналу ніндзя, щоб розпочати навчання боротьбі з невідомим злом. Трибунал виявляється агресивним і невблаганним. Нарешті він розкриває, що ворогом є демон Шреддер-тенґу, чий образ запозичив Шреддер-утром. Тенґу відродиться, якщо будуть поєднані його обладунки, розділені Трибуналом тисячоліття тому. Містики викрадають реліквії та, здається б, убивають Трибунал. Черепашки, Сплінтер і Стародавній повертаються до Нью-Йорка, щоб підготуватися до майбутньої загрози.
Містики відроджують Шреддера-тенґу, котрий нападає на Нью-Йорк, аби убити Караї, яка взяла його мантію. Черепашкам вдається здобути перемогу, проте Шреддеру-тенґу незабаром вдається перетворити Нью-Йорк на своє пекельне королівство, і таку ж долю він готує для всього світу. Для боротьби з цією загрозою Черепашки об'єднуються з чотирма вцілілими аколітами Трибуналу та колишніми ворогами, щоб атакувати фортецю Шреддера-тенґу. Черепахи гинуть, але дух майстра Хамато Йоші, вчителя Сплінтера, оживлює їх, і їм вдається знайти вразливість Шреддера, якою Йоші користується, щоби знищити демона. Трибунал Ніндзя показує, що він насправді вижив і програв навмисно, щоб навчити своїх послідовників. Стародавнього наймають служити в Трибуналі, Сплінтер змирюється з утратою вчителя. Караї розлучається з Черепашками, лишившись із ними в дружніх стосунках.
Шостий сезон. Черепашки та Сплінтер таємниче переносяться на 100 років у майбутнє, в 2105 рік, де вони зустрічають Коді Джонса, правнука Ейпріл О'Ніл і Кейсі Джонса, спадкоємця технологічної компанії під назвою O'Neil Tech. Йому допомагає вірний робот-слуга Серлінг із англійським акцентом. Завдяки тому, що Нью-Йорк майбутнього населений різними розумними істотами, Черепашки можуть не переховуватись. Поки Черепашки та Сплінтер намагаються допомогти Коді створити часовий портал, щоб повернутися в XXI століття, їм доводиться розкривати злочинну діяльність дядька Коді, Даріуса Дана. Даріусу служать «інувасі ґунджін», воїни з пташиною тематикою зникаючих видів, але Черепашки звільняють їх з-під влади Даріуса. Інші вороги, з якими Черепашки повинні боротися, це воєначальник Канабо Ш'Оканабо та його розумний ШІ Вірал.
Даріус отримує Темних Черепах, злих клонів Черепашок, створених Ш'Оканабо як прислужників, в обмін на креслення часового порталу. Даріусу вдається створити власний часовий портал, який розкриває кілька проходів до інших епох. Через це Шреддер-утром тимчасово повертається, Черепашки нейтралізують портал і знищують Ш'Оканабо в процесі.
Темний Леонардо вдає із себе справжнього, проте переймається дружбою Черепашок і сам стає їхнім другом. Черепашки дізнаються від Президента Бішопа, нащадка агента Бішопа, та президента Пангалактичного Альянсу, що Ш'Оканабо вижив і втік на темний бік Місяця, де зайняв місячну базу. Серлінг і президент Бішоп перешкоджають планам Вірала позбавити Землю електрики. Потім Черепашкам і Сплінтеру вдається по-справжньому знищити Ш'Оканабо та вилікувати його армію.
Сьомий сезон. Коді Джонс створює часове вікно та відправляє Черепашок і Сплінтера в XXI століття. Однак Вірал, який пережив поразку, зламує часове вікно та розкидає Черепашок і Серлінга (який потрапив у вікно випадково) у різні епохи. Вірал атакує Сплінтера, розбиваючи його на незліченні байти даних, розкидані по Інтернету. Серлінг і Черепашки повертаються й беруться відновити Сплінтера. Для цього вони оцифровують себе та входять у кіберпростір. Вірал створює собі втілення в формі КіберШреддера та намагається втекти в реальний світ.
У фіналі сезону Сплінтер перекомпілюється і повертається в реальність. Черепашки, Сплінтер та інші герої вирішують відсвяткувати весілля Ейпріл і Кейсі. В цей час КіберШреддер вривається до реального світу з армією кіберніндзя. В розпал битви Донателло знищує КіберШреддера і весілля успішно продовжується, за чим спостерігають також інші персонажі.

## Голоси
- Майк Сайнстерклас — Леонардо
- Сем Райгель — Донателло
- Грег Аббей — Рафаель
- Вейн Грейсон — Мікелянджело
- Даррен Данстант — Сплінтер
- Скотті Рей — Шреддер
- Вероніка Тейлор — Ейпріл О'Ніл
- Скотт Вільямс — Бакстер Стокман
- Грег Кері — Хан
- Марк Томсон — Кейсі Джонс

## Епізоди
| Сезон                  | Ep # | Початок показу    | Кінець показу     |
| ---------------------- | ---- | ----------------- | ----------------- |
| Сезон 1                | 26   | Лютий 8, 2003     | Листопад 1, 2003  |
| Сезон 2                | 26   | Листопад 8, 2003  | Жовтень 2, 2004   |
| Сезон 3                | 26   | Жовтень 9, 2004   | Квітень 23, 2005  |
| Сезон 4                | 26   | Вересень 10, 2005 | Квітень 15, 2006  |
| Сезон 5                | 12   | Березень 24, 2007 | Травень 3, 2008   |
| Сезон 6 (Fast Forward) | 26   | Липень 29, 2006   | Жовтень 27, 2007  |
| Сезон 7                | 14   | Вересень 13, 2008 | Березень 27, 2010 |

## Ігри на основі серіалу
| № | Назва                                            | Консолі                                                      | Рік  |
| - | ------------------------------------------------ | ------------------------------------------------------------ | ---- |
| 1 | Teenage Mutant Ninja Turtles                     | Nintendo GameCube, Xbox, Game Boy Advance, PlayStation 2, PC | 2003 |
| 2 | Teenage Mutant Ninja Turtles 2: Battle Nexus     | Nintendo GameCube, Xbox, Game Boy Advance, PlayStation 2, PC | 2004 |
| 3 | Teenage Mutant Ninja Turtles 3: Mutant Nightmare | Nintendo GameCube, Xbox, Nintendo DS, PlayStation 2          | 2005 |
| 4 | Teenage Mutant Ninja Turtles: Mutant Melee       | Nintendo GameCube, Xbox, PlayStation 2, PC                   | 2005 |

## Українське двоголосе закадрове озвучення
Українською мовою мультсеріал озвучено на замовлення телекомпанії «ТЕТ». Ролі озвучували: Володимир Терещук і Олена Бліннікова.

## Сприйняття
На IMDb «Черепашки Ніндзя» 2003 року посідають друге місце за оцінками (7,8/10) у франшизі, трохи відстаючи від серіалу 1987 року (7,9/10). Найвище оцінений глядачами епізод, згідно з IMDb — це «Так само, як і не було», 21-й епізод 3-го сезону, натхненний коміксами про Людей-X «Дні минулого майбутнього», про можливе антиутопічне майбутнє, в якому Шреддер підкорив увесь світ.
Згідно з MovieWeb, «Черепашки Ніндзя» 2003 року також посідають друге місце з-поміж усіх серіалів про Черепашок. Його вирізняє доросліший тон і більша серйозність разом зі зрілим дизайном персонажів. Він тісно пов'язаний з оригіналом, але деякі сюжетні лінії відрізняються, додають оповіді оригінальності. Кожна Черепашка має тут індивідуальний характер, а сюжет складніший, порівняно з «Черепашками Ніндзя» 1987 та «Новою мутацією».
CBR писали, що хоча класичні комікси «Черепашки-ніндзя» від Mirage Studios були похмурими та суворими, серіал 1987 був зовсім інший і франшиза довго сприймалася через нього. Серіал 2003 пішов шляхом коміксів. «Звичайно, у ньому була неабияка частка гумору та повторюваних приколів, але це був набагато більш зрілий серіал, ніж той, що раніше». Черепашки тут отримали не тільки різний вигляд, а й різні характери, що призводять до внутрішніх конфліктів у команді, а Ороку Сакі, він же Шреддер, виявився грізним ворогом. Серед нових облич були Хун і агент Бішоп, Шкіряна Голова змінився з «тупого лиходійського алігатора» на нейтрального мутанта, якого переслідує його минуле. А постать Бакстера Стокмана опинилася водночас огидною і трагічною. В CBR разом з тим зазначали, що п'ятий сезон фактично закінчує серіал. Шостий і сьомий втратили якість попередників.